# Châtonnaye
Châtonnaye (frp. Tsathounêna) – gmina (fr. commune; niem. Gemeinde) w Szwajcarii, w kantonie Fryburg, w okręgu Glâne.

## Demografia
W Châtonnaye mieszka 858 osób. W 2020 roku 15,7% populacji gminy stanowiły osoby urodzone poza Szwajcarią.

## Transport
Przez teren gminy przebiega droga główna nr 188.